# Nationaal-Socialistische Werknemers Organisatie
De Nationaal-Socialistische Werknemers Organisatie (NSWO) was in 1934 een nationaalsocialistische werknemersvereniging.
Begin 1934 werd de NSWO opgericht door Anton Mussert, de leider van de Nationaal-Socialistische Beweging (NSB). De oprichting van de NSWO was een poging om vanuit de NSB te komen tot een vakbond op nationaalsocialistische grondslag. Aan het hoofd ervan stonden de voormalige anarchist J.C. Oversteegen (uit Santpoort afkomstig) en de Amsterdammer A. Suurmond. Na korte tijd echter bleek dat de beoogde leiding van de NSWO ten enenmale ongeschikt was voor haar taak. In Volk en Vaderland van 3 maart 1934 werd namelijk openbaar gemaakt dat Mussert zich genoodzaakt zag "wegens schromelijk misbruik van vertrouwen en eigenmachtig optreden" te royeren als NSB-lid J.C. Oversteegen, samen met drie andere leden van de organisatieraad der NSWO. De leiding werd vervolgens in handen gegeven van mr. H. Reydon, wiens enige activiteit erin bestond bekend te maken dat voorlopig alle activiteiten van het NSWO zouden worden stopgezet, tot de aangevraagde koninklijke goedkeuring op de statuten zou zijn verkregen. Deze bleef echter uit, zodat daarmee de eerste stappen van de NSB op het vakbondsterrein tot een abrupt einde kwamen.
 Portaal: Fascisme en nationaalsocialisme in Nederland · Fascisme · Nationaalsocialisme